# Суподеєвка
Супо́деєвка (рос. Суподеевка, ерз. Суподеевка) — присілок у складі Ардатовського району Мордовії, Росія. Входить до складу Рідкодубського сільського поселення.

## Населення
Населення — 20 осіб (2010; 33 у 2002).
Національний склад (станом на 2002 рік):
- росіяни — 85 %